# 飯田市美術博物館
飯田市美術博物館（いいだしびじゅつはくぶつかん）は、長野県飯田市にある市立の美術館兼博物館。

## 歴史
かつてこの地には飯田城二の丸があったが、1884年（明治17年）11月には二の丸跡に長野県中学校飯田支校（後の長野県飯田中学校、現在の長野県飯田高等学校）が建てられ、1925年（大正14年）12月に下伊那郡上郷村に移転するまでこの地にあった。続いて長野県飯田長姫高校が建てられ、1982年（昭和57年）8月に下伊那郡鼎町に移転するまでこの地にあった。

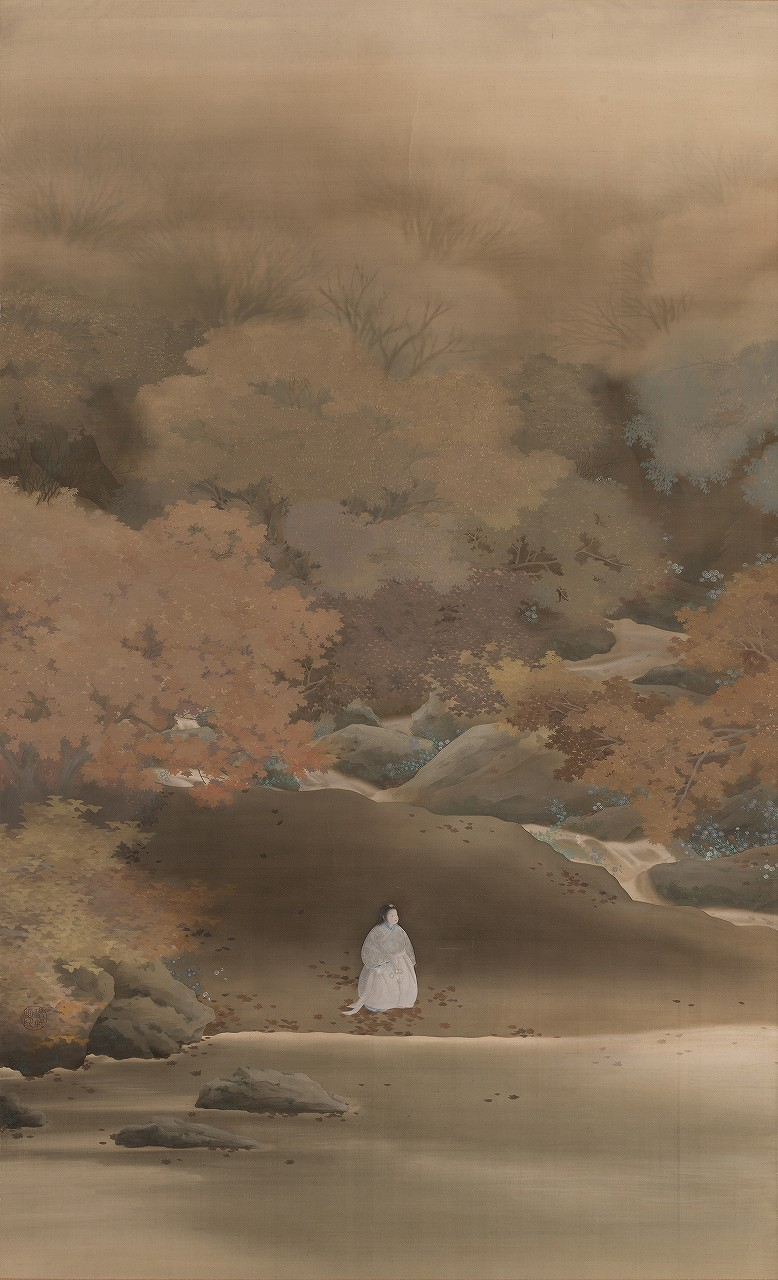
所蔵作品 菱田春草『菊慈童』

飯田市出身の画家である菱田春草の記念館が欲しいという市民の願いは戦後まもなくからあり、また飯田下伊那の自然・歴史・文化を紹介する博物館が欲しいという声もあった。そんな折に飯田長姫高校の郊外への移転が決定したため、飯田市は美術館と博物館の機能を併せ持つ施設の建設を計画した。1983年（昭和58年）には準備事務局が設置され、その後基本構想委員会、建設研究委員会、展示研究委員会が組織されて検討を行った。1986年（昭和61年）9月からは建設に先立って飯田城址の発掘調査が行われている。
原広司設計+アトリエファイ建築研究所の設計で1987年（昭和62年）6月に着工。1988年（昭和63年）10月に落成式を行ってプレオープンし、企画展示やプラネタリウムなど一部の公開が始まった。展示工事が完了した1989年（平成元年）10月8日に正式開館した。なお、飯田市美術博物館は1937年（昭和12年）に市制施行した飯田市の市制施行50周年記念事業の一環である。
遺族から数百点に及ぶスケッチや下絵、未完成作品が寄贈、寄託されたことにより2017年（平成29年）9月30日からこれまで困難であった菱田春草作品の常設展示が始まった。
飯田市美術博物館は、2023年10月16日から2024年3月8日まで、施設の改修工事のために長期休館していた。
| 飯田市美術博物館（来館者数推移） | 飯田市美術博物館（来館者数推移） | 飯田市美術博物館（来館者数推移） | 飯田市美術博物館（来館者数推移） | 飯田市美術博物館（来館者数推移） |
| -------------------------------- | -------------------------------- | -------------------------------- | -------------------------------- | -------------------------------- |
| 年度                             |                                  |                                  |                                  | 人数                             |
| 1989                             | 1989                             |                                  | 33,371                           | 33,371                           |
| 1990                             | 1990                             |                                  | 36,097                           | 36,097                           |
| 1991                             | 1991                             |                                  | 38,557                           | 38,557                           |
| 1992                             | 1992                             |                                  | 40,319                           | 40,319                           |
| 1993                             | 1993                             |                                  | 38,484                           | 38,484                           |
| 1994                             | 1994                             |                                  | 40,265                           | 40,265                           |
| 1995                             | 1995                             |                                  | 29,787                           | 29,787                           |
| 1996                             | 1996                             |                                  | 27,570                           | 27,570                           |
| 1997                             | 1997                             |                                  | 32,291                           | 32,291                           |
| 1998                             | 1998                             |                                  | 28,820                           | 28,820                           |
| 1999                             | 1999                             |                                  | 23,965                           | 23,965                           |
| 2000                             | 2000                             |                                  | 21,703                           | 21,703                           |
| 2001                             | 2001                             |                                  | 23,473                           | 23,473                           |
| 2002                             | 2002                             |                                  | 18,906                           | 18,906                           |
| 2003                             | 2003                             |                                  | 57,834                           | 57,834                           |
| 2004                             | 2004                             |                                  | 22,388                           | 22,388                           |
| 2005                             | 2005                             |                                  | 27,514                           | 27,514                           |
| 2006                             | 2006                             |                                  | 21,886                           | 21,886                           |
| 2007                             | 2007                             |                                  | 40,899                           | 40,899                           |
| 2008                             | 2008                             |                                  | 29,261                           | 29,261                           |
| 2009                             | 2009                             |                                  | 32,376                           | 32,376                           |
| 2010                             | 2010                             |                                  | 29,883                           | 29,883                           |
| 2011                             | 2011                             |                                  | 37,846                           | 37,846                           |
| 2012                             | 2012                             |                                  | 37,085                           | 37,085                           |
| 2013                             | 2013                             |                                  | 35,096                           | 35,096                           |
| 2014                             | 2014                             |                                  | 31,141                           | 31,141                           |
| 2015                             | 2015                             |                                  | 32,733                           | 32,733                           |
| 2016                             | 2016                             |                                  | 30,744                           | 30,744                           |

## 特色
伊那谷の自然と文化を基本テーマとし、美術、自然科学及び人文科学に関する資料を収集し、保管し、展示して、市民の利用に供し、その教養、調査研究等に資するために必要な事業を行い、あわせてこれらの資料に関する調査研究を行うことを目的とする。建物の設計は原広司設計+アトリエファイ建築研究所。鋸刃のような屋根は南アルプスをイメージして設計されている。市民が作品を発表したり、展示したりできる展示スペースも整備している。。スピノサウルスの全身復元骨格を日本で唯一常設展示している。

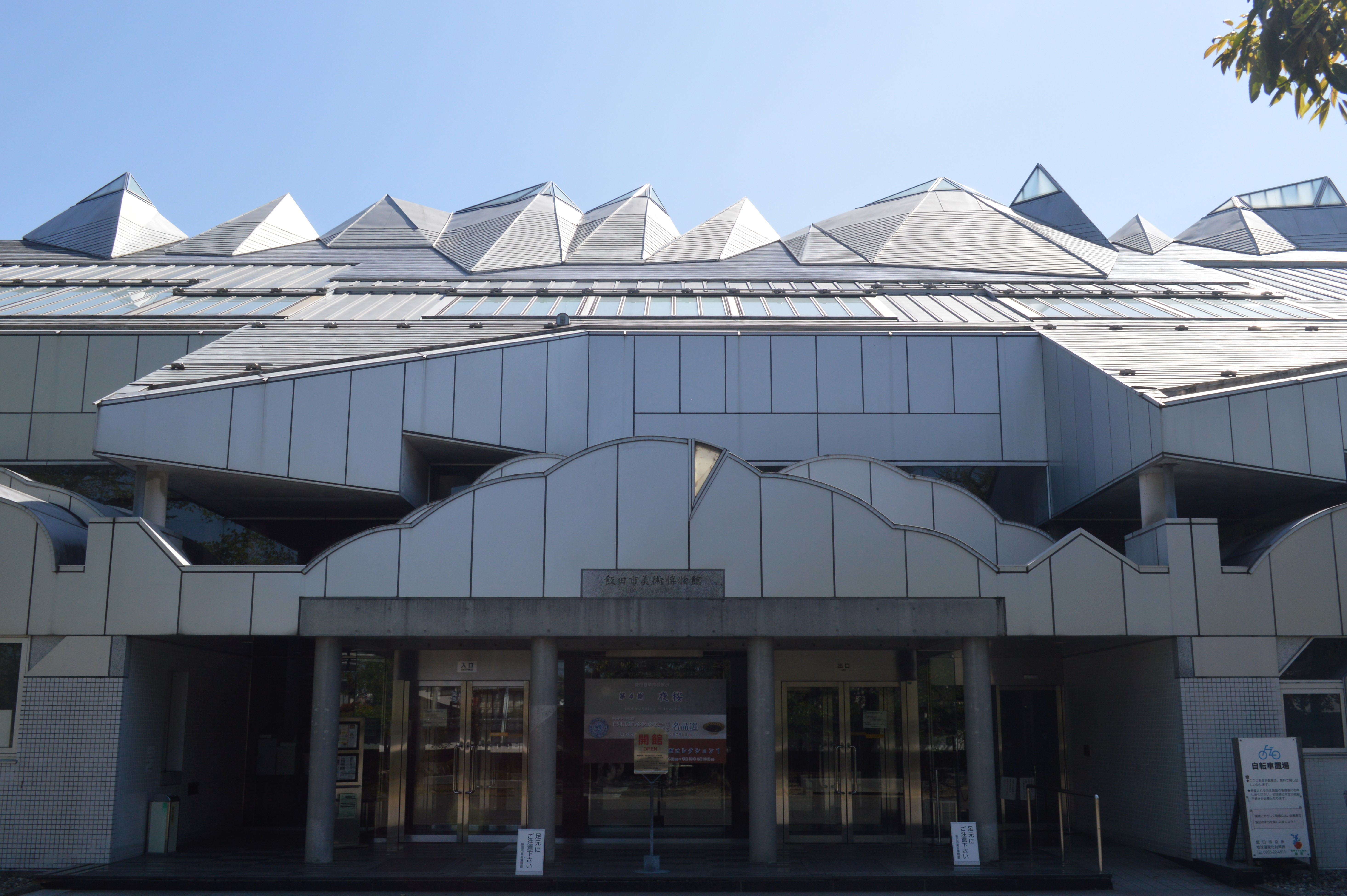
本館入り口
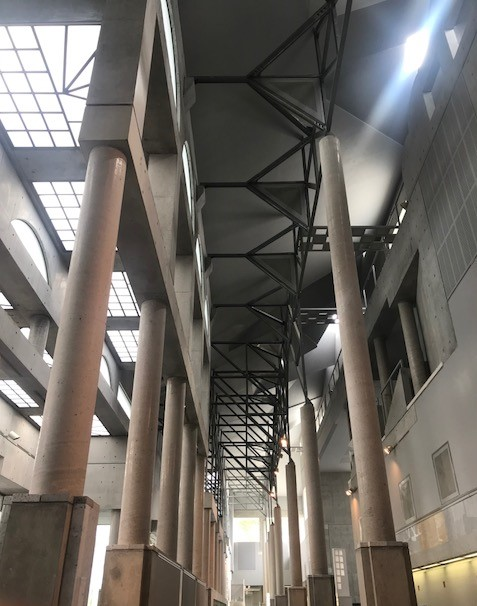
メインホール

## 施設
- 飯田市美術博物館（飯田市追手町2丁目655番地7）
  - 主に地元出身である菱田春草の作品を多く所蔵している。2階にはプラネタリウムがあり、2011年3月にデジタル化（コニカミノルタプラネタリウム製 SUPER MEDIAGLOBE-II）され、『天歩』（てんぽ）という愛称がつけられた。
- 付属施設
  - 日夏耿之介記念館（飯田市追手町2丁目655番地5・北緯35度30分42.7秒 東経137度49分55.1秒）
  - 柳田國男館（飯田市追手町2丁目655番地5・北緯35度30分41.9秒 東経137度49分55.3秒）
- 分館
  - 飯田市上郷考古博物館・秀水美人画美術館（飯田市上郷別府2428番地1・北緯35度30分59.5秒 東経137度50分12.4秒）

## 安富桜
敷地内の前庭には、「安富桜」（やすとみざくら）と呼ばれるエドヒガンの一本桜がある。「安富桜」は飯田市を代表する名木であるとされ、「長姫（おさひめ）のエドヒガン」という名称で長野県指定文化財（天然記念物）に指定されている。胸高周囲は6m、樹高は20m。飯田藩初代藩主堀親昌の時代に植えられたとされ、推定樹齢は「2009年時点で450年」とも、「2010年時点で400年」とも。この敷地はかつての飯田城二の丸であり、飯田藩家老の安富氏の屋敷の庭に相当するため、近年になって「安富桜」と呼ばれるようになった。1921年から1982年まではこの地に長野県飯田長姫高校（現在は移転・統合して長野県飯田OIDE長姫高校に）があり、校庭にある大木として生徒に愛された。例年飯田市ホームページ「さくらさく」にて、開花情報が発表される。

## 利用案内
- 開館時間
  - 午前9時30分から午後5時まで
- 休館日
  - 月曜日（祝日の場合は火曜日に振替）
  - 祝日の翌日
  - 年末年始（12月29日 - 1月3日）
  - その他、展示入替や燻蒸作業などにより臨時休館あり

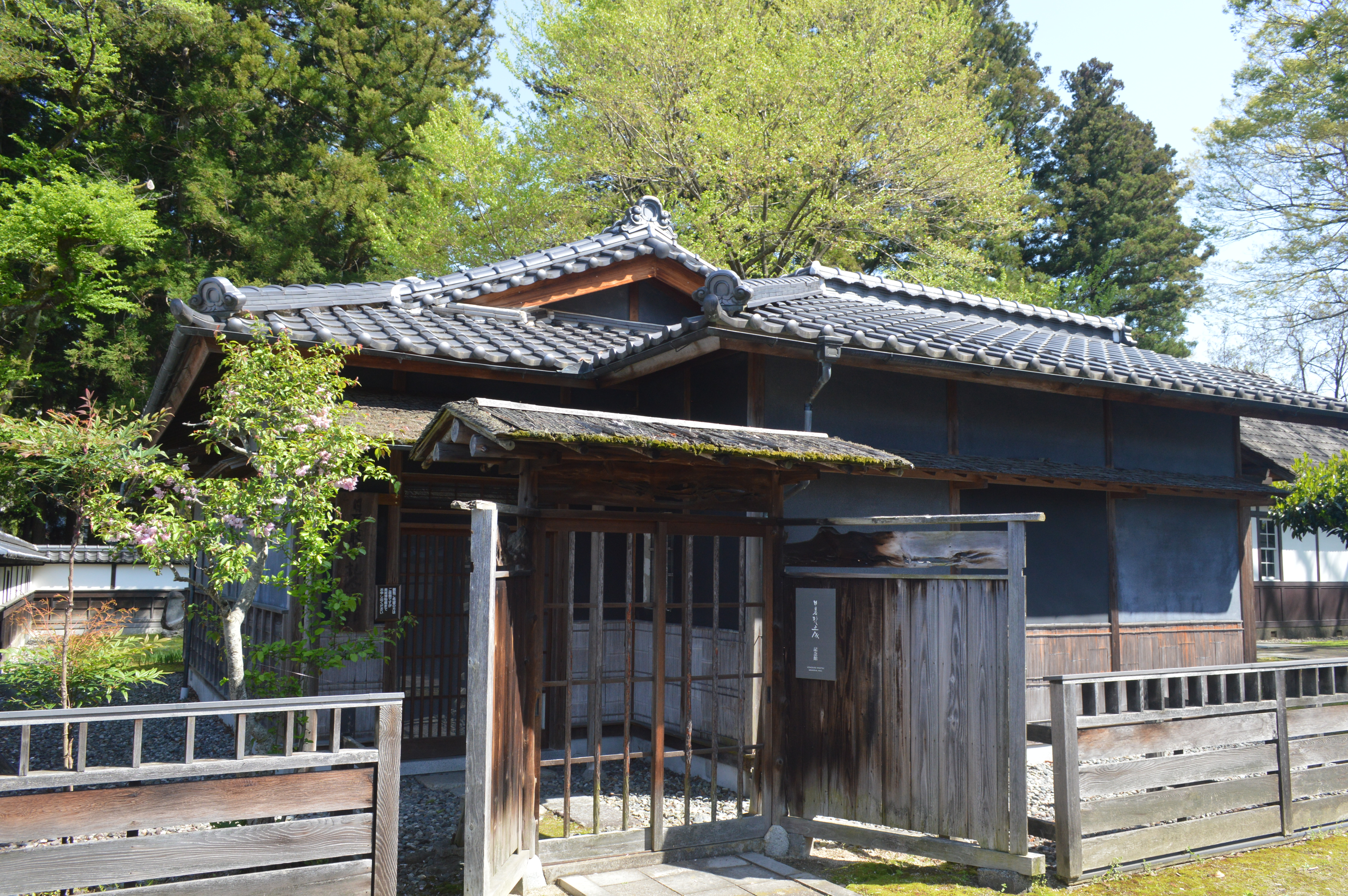
日夏耿之介記念館
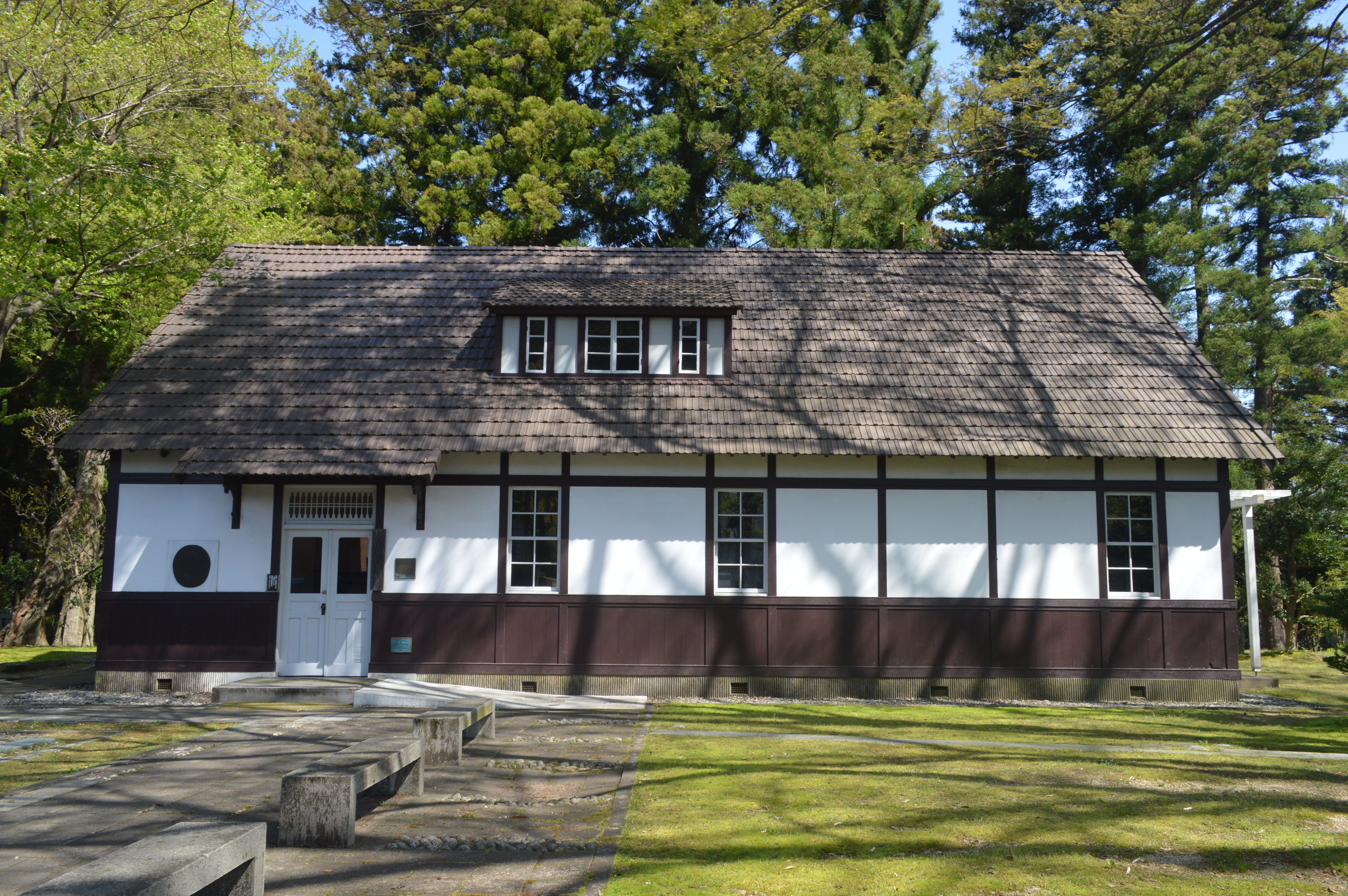
柳田國男館
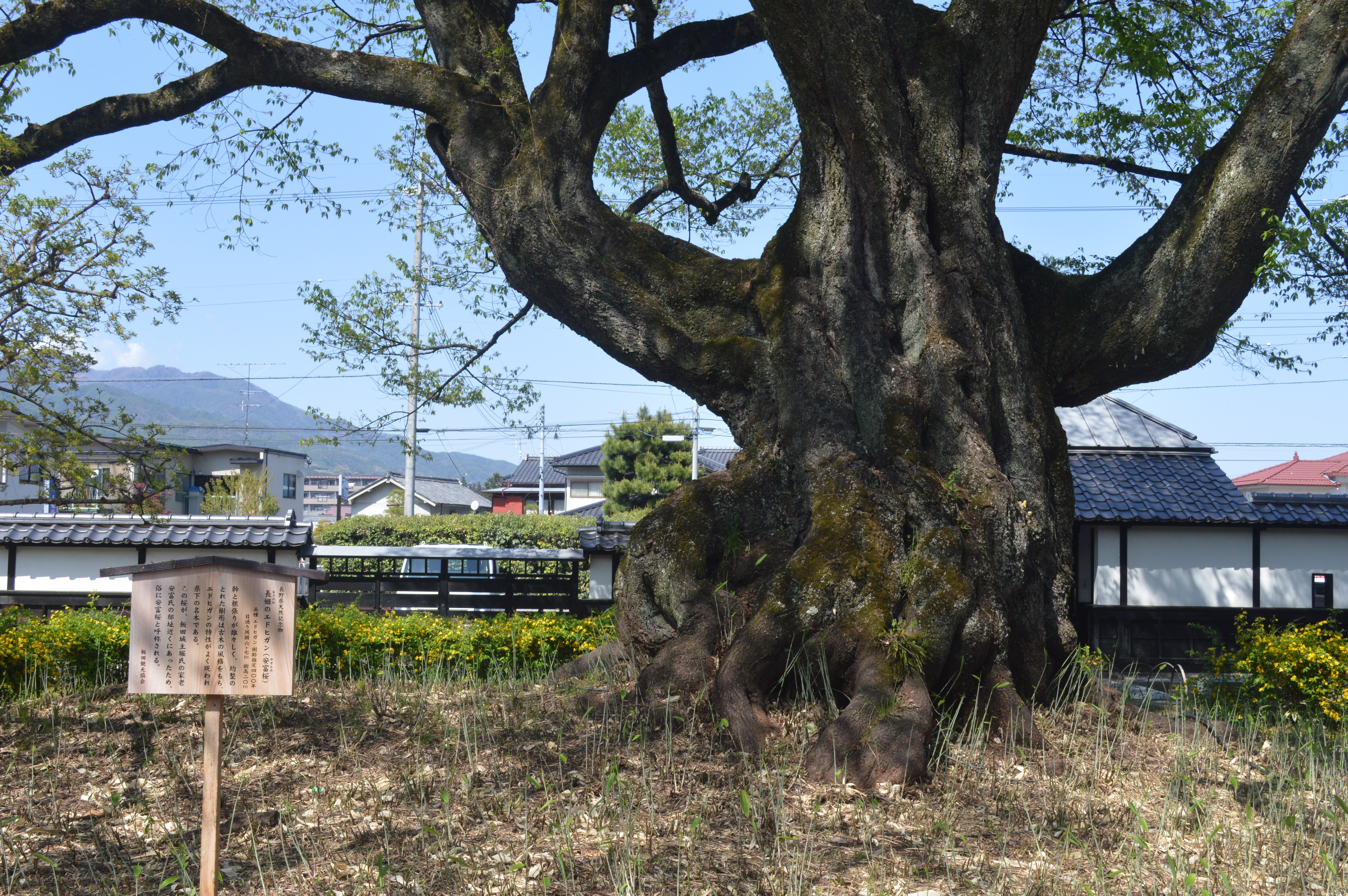
安富桜の根
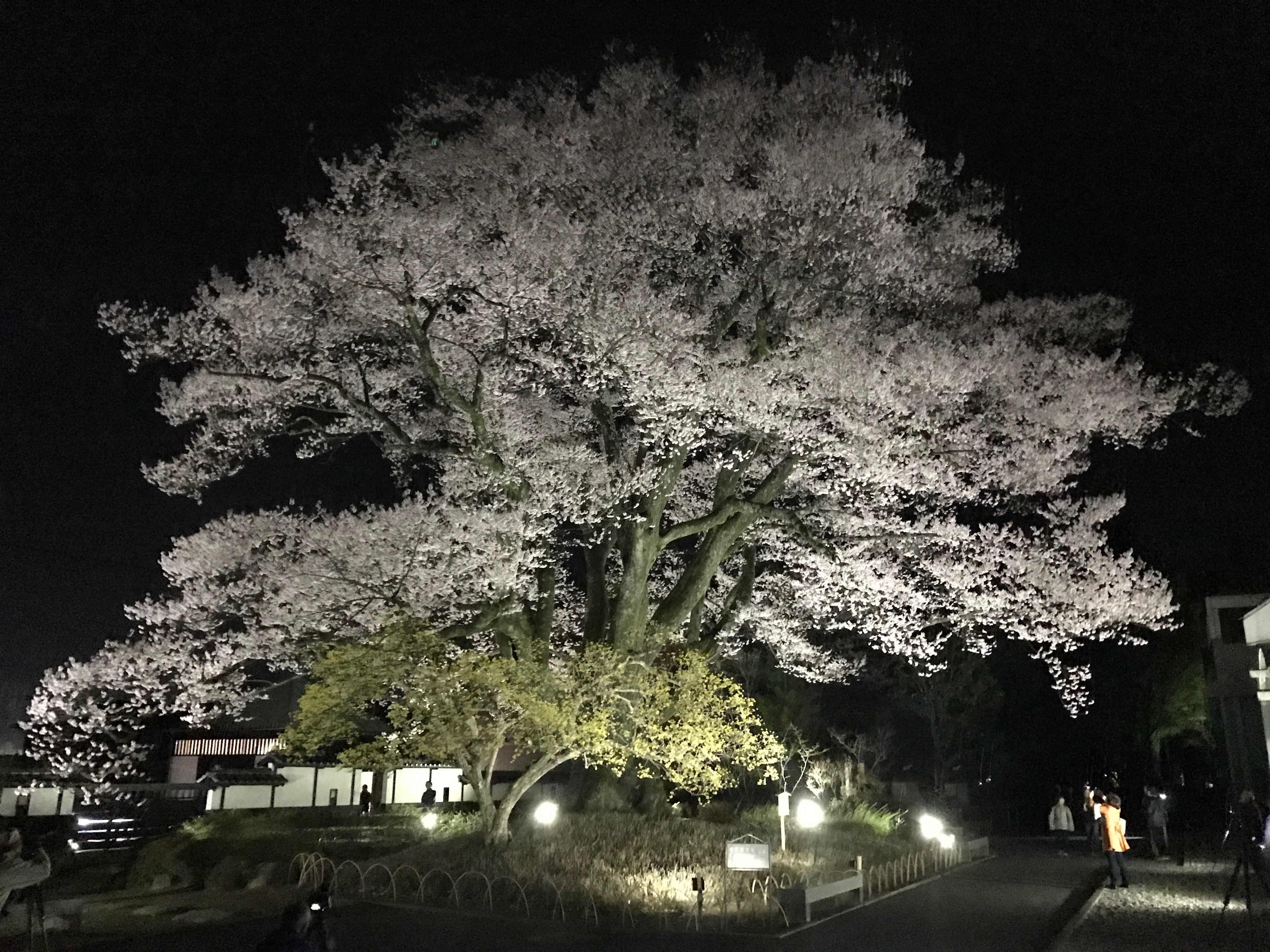
安富桜　夜桜
展望室からの眺望

## 伊那谷の岩石園
2016年に岩石標本25点を展示した伊那谷の岩石園が開設された。